# Alto islandés

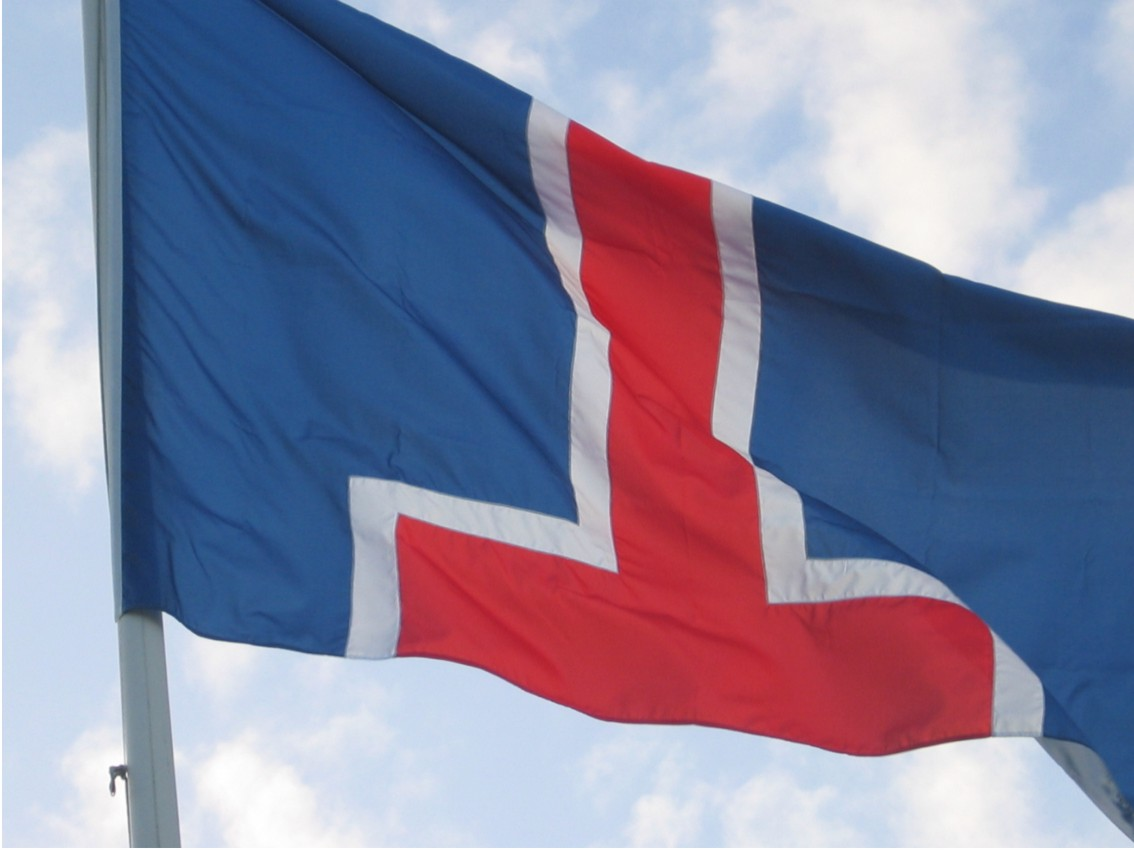
Bandera Þórsfrónvé, una alternativa a la bandera islandesa con los mismos tres colores. Símbolo del alto islandés.

El alto islandés (háfrónska) es una lengua construida, llena de metáforas y arcaísmos del idioma islandés moderno, iniciada por el belga Jozef Braekmans y desarrollada por un pequeño grupo de islandeses. El objetivo es crear algún recurso simbólico para los islandeses que no se sienten bien con la internacionalización de su lengua materna y que quieren hablar una lengua materna que suene lo más medieval y pura posible. El corazón del movimiento lingüístico es el Centro Lingüístico Alto Islándico, que apareció en la red en agosto de 2005. Su presidente es Pétur Þorsteinsson. El proyecto llamó la atención de algunas medios de comunicación en Islandia, pero como el Alto Noruego (høgnorsk) en Noruega, la lengua no tiene ningún estatus oficial en Islandia.

## Nombre
El nombre háfrónska viene de høgnorsk, una forma conservadora de nynorsk (noruego nuevo). El término frónska está derivado de frón, el nombre poético de Islandia, que era originalmente una de las denominaciones de "tierra" mencionada en la Edda prosaica.

## Ultrapurismo
El énfasis en el alto islandés está sobre todo en el málgjörhreinsun (ultrapurismo). Esto quiere decir que todo lo que puede estar expresado por el sonido es un objetivo para la intervención purista, incluso los nombres propios, geográficos y químicos.